# 大野剛浩
大野 剛浩（おおの たけひろ、1967年6月3日 - ）は、日本の北海道苫小牧市生まれ、アルゼンチンで活動する、レストラン経営コンサルタント、栄養士、講師、プレゼンター、起業家、料理人。

## 経歴
北海道苫小牧市生まれ、士族移民屯田兵の血を引く。1989年に西九州大学食物栄養学科、1990年に大阪辻学園調理技術専門学校スペイン料理科を卒業し、その後、スペイン料理を本格的に学んだ。函館市のレストランバスクで修行したことを契機に、1993年にスペイン・サンセバスチャンへ渡り、Restaurante ZUBEROAにて２年間のスタジエの後、スペイン労働ビザを取得。。1996年にアルゼンチンへ渡り、Rosa Negra、Novecentoにて料理長を務める。２０００年日本へ一時帰国、レストラン経営を学ぶ。2005年より、アルゼンチン、ブエノスアイレスに居住。。
2008年から南米全土（スペイン語圏）で料理番組に出演するようになり、チャンネル「El Gourmet」で１０年間続いた番組『OHNO』で有名になった。現在、レストラン経営コンサルタント、料理講習会、講演や、UADE大学で講義をしている。
長女、繭子・Maiuko と 長男、銀吾・Gingoの父親である。
2015年、「中南米諸国における日本食文化普及の功績」が認められ、日本国外務大臣表彰。2016年には、日本の農林水産省より「日本食普及の親善大使」のひとりに任命された。2019年には、農林水産大臣賞を受賞。

## テレビ
大野は、『Fusión cúbica』、『Narda en Japón』、『4 chefs 4 ingredientes』といった料理番組に協力し、またゲスト出演した。さらに、以下の番組でプレゼンターとなった
- Ohno
- O3.Oriente, Occidente, Ohno.
- Gourmet Responde (Temporada 2)
- Desde el jardín. Ohno.
- Ohno en Japón
- Okashi. Dulces. Ohno.
- Ohno cotidiano
- Ohno Express (2016)